# Katsumi Matsumura
Pour les articles homonymes, voir Matsumura.
Katsumi Matsumura (-Tida), née le 8 mars 1944 dans la préfecture d'Osaka, est une joueuse de volley-ball japonaise.
Joueuse de l'équipe du Japon de volley-ball féminin, elle remporte le Championnat du monde de volley-ball féminin 1962, le tournoi olympique de volley-ball de 1964 à Tokyo et le Championnat du monde de volley-ball féminin 1967. Elle est aussi deuxième du Championnat du monde de volley-ball féminin 1967 et du tournoi olympique de volley-ball de 1972 à Munich.